# Dumitru Lazăr
Dumitru Lazăr (* 20. Februar 1928 in Rătești, Kreis Argeș) ist ein ehemaliger rumänischer Politiker der Rumänischen Kommunistischen Partei PCR (Partidul Comunist Român) und Diplomat, der unter anderem zwischen 1972 und 1975 Botschafter in Schweden war.

## Leben
Dumitru Lazăr begann nach dem Besuch der Primarschule in seinem Geburtsort Rătești 1943 eine Berufsausbildung zum Elektroinstallateur im Werk „Grivița Roșie“ der Staatlichen Eisenbahngesellschaft CFR (Căile Ferate Române), die er 1947 abschloss. Er besuchte in dieser Zeit die CFR-Berufsschule „Grivița“ in Bukarest und wurde während seiner Ausbildung 1946 Mitglied der Jugendorganisation Tineretului Progresist. Er arbeitete zwischen 1947 und 1949 noch als Elektroinstallateur in der Waggonausbesserungswerkstatt im CFR-Werk „Grivița Roșie“ und besuchte von 1948 bis 1952 eine Spezialschule, woraufhin er zwischen 1950 und Juni 1953 ein Studium am Institut für Internationale Beziehungen (Institutul de Relații Internaționale) absolvierte. Im Anschluss blieb er 1953 am Institut für Internationale Beziehungen und war dort erst Wissenschaftlicher Assistent am Lehrstuhl für Marxismus-Leninismus sowie im Anschluss bis Februar 1956 Universitätslektor. 
Er absolvierte zudem die Abenduniversität für Marxismus-Leninismus und wechselte in die zentrale Verwaltung der damaligen Rumänischen Arbeiterpartei PMR (Partidul Muncitoresc Român), in der ZK-Abteilung Internationale Beziehungen von Februar 1956 bis zum 27. September 1959 erst Instrukteur sowie daraufhin zwischen dem 27. September 1959 und dem 31. März 1965 Leiter der Sektion Dokumentation und Beziehungen zu den Bruderparteien. Anschließend fungierte er vom 31. März 1965 bis zum 6. November 1972 als stellvertretender Leiter der ZK-Abteilung Internationale Beziehungen. Auf dem Neunten Parteitag der PCR (19. bis 24. Juli 1965) wurde er Kandidat des ZK der PCR und behielt diese Funktion bis zum darauf folgenden Zehnten Parteitag der PCR (6. bis 12. August 1969). Für seine Verdienste erhielt er 1966 den Orden Tudor Vladimirescu Fünfter Klasse (Ordinul Tudor Vladimirescu).
Am 6. November 1972 wurde Lazăr außerordentlicher und bevollmächtigter Botschafter in Schweden und verblieb auf diesem diplomatischen Posten in Stockholm bis 1975. Zuletzt war er zwischen Mai 1978 und Oktober 1989 als stellvertretender Leiter der Abteilung für kulturelle Beziehungen mit dem Ausland des Rates für Kultur und sozialistische Bildung CCES (Consiliul Culturii și Educației Socialiste) tätig, ein am 21. September 1971 gegründetes Partei- und Staatsorgan unter der direkten Leitung des Zentralkomitees der PCR und des Ministerrats mit dem Ziel, die Umsetzung der Partei- und Staatspolitik im Bereich der sozialistischen Kultur und Bildung sicherzustellen, und deren Präsidenten in der Zeit Dumitru Popescu (15. September 1971 bis 8. November 1976), Miu Dobrescu (9. November 1976 bis 28. August 1979) beziehungsweise Suzana Gâdea (29. August 1979 bis 22. Dezember 1989) waren.